# Božice
Božice (in tedesco Possitz) è un comune della Repubblica Ceca facente parte del distretto di Znojmo, in Moravia Meridionale.